# اهرودنیکی، برست وابلاست
اهرودنیکی، برست وابلاست (به لاتین: Aharodniki, Brest Voblast) یک روستا در بلاروس است.